# Laurel Clark
Laurel Blair Salton Clark (10 martie 1961 – 1 februarie 2003) a fost un medic militar, căpitan în United States Navy, astronaut NASA și specialist spațial american. A făcut parte din misiunea STS-107, fiind unul dintre cei șapte membri ai echipajului care au murit în Dezastrul navetei spațiale Columbia.